# 機動戦士ガンダム 不思議のダンジョン
『機動戦士ガンダム 不思議のダンジョン』（きどうせんしガンダム・ふしぎのダンジョン）は、2004年4月19日より提供されていたiモード携帯電話用のゲーム。チュンソフトが開発しバンダイネットワークスが提供する。
タイトルの通り、チュンソフトの看板作であるローグライクゲーム『不思議のダンジョン』のシステムにバンダイの看板キャラクターである『機動戦士ガンダム』に登場するモビルスーツを当てはめたものである。
プレイヤーはガンダムを操作してジオン軍のモビルスーツと戦う。ステージの数はサイド7からア・バオア・クーまでの14ステージ。